# Slut Girl
Slut onna (スラッと女?, Suratto onna, conosciuta anche col titolo inglese di Slut Girl) è una serie manga hentai di taglio umoristico di Isutoshi. Pubblicata in un unico volume nel 1999, nel 2003 si è aggiunto anche un capitolo oneshot, スラッと女+α, che ha così concluso la serie, terminata originariamente con un finale aperto.

## Trama
Sayoko Bizen lavora come office lady finché, dopo avere rifiutato le avance del caporeparto non si vendica su di lui e la sua mante pubblicando online a tutti i colleghi una scena di sesso tra i due avvenuta in ufficio.
Divenuta una massaggiatrice a domicilio, incontra il giovane salary man cui si lega sentimentalmente e fisicamente, stabilendosi poi con prepotenza a casa del giovane. Amante del lusso e di bei uomini, Sayoko durante le sue avventure trova in Tsugaru un compagno stabile.
Durante l'insolita convivenza i due si imbattono in altrettante singolari giovani donne: dalla manager fallita Takako alla bisessuale infermiera Emi o alla ambiziosa francese Neena. Le nuove conoscenze hanno tutte come filo conduttore un legame con Bizen, dall'amicizia, all'odio, all'attrazione sessuale vera e propria; questo porta, suo malgrado, il timido ed impacciato Tsugaru ad avvicinarsi e a godere delle attenzioni delle formose giovani donne su spinta del suo legame con Sayoko.
Unendo le forze le donne, tutte con problemi di denaro, finiscono infine per progettare e vendere un ricercatissimo giocattolo/accessorio/gadget per ragazzine ed adolescenti. Ripagata così ogni ragazza e lo stesso Tsugaru, Sayoko decide di far perdere le sue tracce.

### Slut onna +α
Tsugaru, dopo essersi messo definitivamente assieme a Neena, assiste al ritorno inaspettato di Sayoko, in fuga perché ricercata dalla yakuza.
Senza invito, riunisce la compagnia ed annuncia di stabilirsi temporaneamente a casa di Tsugaru.
Dopo aver passato la notte assieme al giovane sparisce, lasciando il ragazzo senza un soldo. Deluso dal comportamento di Sayoko, Tsugaru stenta a credere che la ex compagna sia una ladra. 
Poche ore dopo Bizen ritorna e, allegra e sorridente, svela al giovane di non averlo abbandonato: era semplicemente uscita a comprare un preziosissimo anello coi suoi risparmi!
Poi ammette che, dovendo ripagare il debito, ha così un pretesto per non lasciare più la casa del giovane.

## Personaggi
Sayoko Bizen ( 備前 小夜子 ?,  Bizen Sayoko)
Sfacciata e spudorata, Sayoko mostra una facciata frivola e spensierata celando nel profondo una grande abilità imprenditoriale e un ammirevole spirito di iniziativa. Sentimentalmente “vagabonda” e capricciosa, trova in Tsugaru un compagno fisso e un confidente da cui rifugiarsi nel momento del bisogno, legame anche affettuoso che non le impedisce di vivere come parassita sulle spalle del giovane.
 Satoru Ichi ( 津軽 ?,  Tsugaru,  solo nella versione giapponese)
Giovane vergine ed impacciato salary man che, dopo molti ripensamenti decide di pagarsi una notte con una prostituta; quando scopre di avere chiamato per errore una massaggiatrice, Sayoko appunto, finisce per andare a letto lo stesso con la ragazza, che finirà per diventare la sua imprevedibile compagna. Il rapporto stretto con Bizen non gli impedisce di guardare alla giovane donna come ad un capo, chiamandola da timoroso subalterno “Boss”, o di fantasticare sulle altre avvenenti e formose donne con cui incrocia la strada.
 Michi Higo ( 肥後 ミチ ?,  Higo Michi)
Collega di Sayoko quando era una office lady, è l'amante del capo settore raccomandato. Vedendo nella provocante collega una rivale la maltratta e le si rivolge spesso con superiorità. Viene licenziata assieme all'amante quando la vendicativa Bizen mette in streaming sulla rete dell'ufficio un incontro rovente fra capo settore ed impiegata.
 Neena Canberra ( ナイナ ?,  Naina, nella versione giapponese)
Amica stretta di Sayoko di origini francesi, giunge in Giappone per tentare la strada della showgirl. Su consiglio dell'amica si concede a Satoru perché questi le firmi la lettera di raccomandazione, facendo da suo garante, richiesta dalla compagnia televisiva.
 Takako Tosa ( 土佐 貴子 ?,  Tosa Takako)
Imprenditrice, odia profondamente Sayoko dal giorno in cui la sua brillante e sexy sottoposta ha rifiutato le attenzioni dei presidenti delle aziende partner e ha ceduto alle richieste sessuali del lascivo fidanzato di Takako. Fallita la neonata azienda, la giovane Tosa ha dovuto lavorare duramente per ripagare i debiti accumulati, senza smettere mai di cercare vendetta su Sayoko, di cui riconosce subito le grandi qualità nascoste. È inoltre cintura nera di arti marziali e ninfomane da quando la dedizione al lavoro le ha impedito per tre anni ogni interazione romantica o ricreativa.
 Emi Tanba ( 波恵 美 ?,  Tanba Emi)
Infermiera affetta da un leggero disturbo da shopping compulsivo, motivo per il quale finisce per vendersi spesso per strada, ma mai per professione. Dai grandi appetiti sessuali, è compagna di molti primari e superiori della clinica, cosa che tuttavia non mette a tacere la grande passione che ha nei confronti di Saoko, data la sua natura bisessuale.

## Manga

### Volumi
| Nº | Giapponese 「Kanji」 - Rōmaji      | Data di prima pubblicazione    | Data di prima pubblicazione |
| Nº | Giapponese 「Kanji」 - Rōmaji      | Giapponese                     |                             |
| 1  | 「スラッと女」 - Suratto onna      | 9 gennaio 1999 ISBN 4894213109 |                             |
| 2  | 「スラッと女+α」 - Suratto onna +α | 1 maggio 2003 ISBN 4886537731  |                             |